# Arjai-Grotten
Die Arjai-Grotten bzw. Arjai-Höhlen (chinesisch 阿爾寨石窟 / 阿尔寨石窟, Pinyin Ā’ěrzhài shíkū; engl. Arjai Grotto, Arjai Caves usw.) oder Baiyanyao-Grotten (百眼窑石窟,  Bǎiyǎnyáo shíkū) sind ein buddhistischer Höhlentempel im Arbus-Gebirge (A'erbasi Shan 阿尔巴斯山) der Inneren Mongolei in der Volksrepublik China. Es ist der größte Höhlentempel-Komplex auf dem Gebiet der Inneren Mongolei. Er befindet sich im Gebiet des Otog-Banners. Er wurde nach dem Tod Dschingis Khans gegründet und enthält chinesischen Archäologen zufolge zahlreiche buddhistische Wandgemälde und Szenen aus dessen Leben.
Die Stätte wird auch als das "Dunhuang der Steppe" (Caoyuan Dunhuang) bezeichnet.
Die Arjai-Grotten stehen seit 2001 auf der Liste der Denkmäler der Volksrepublik China (5-520).